# Адміністративний устрій Великолепетиського району
Адміністративний устрій Великолепетиського району — адміністративно-територіальний поділ Великолепетиського району Херсонської області на  1 селищну та 6 сільських рад, які об'єднують 13 населених пунктів та підпорядковані Великолепетиській районній раді. Адміністративний центр — смт Велика Лепетиха.

## Список радВеликолепетиського району
| № | Назва                            | Центр               | Населені пункти                            | Площа км² | Місце за площею | Населення (2001), чол. | Місце за населенням | Розташування |
| - | -------------------------------- | ------------------- | ------------------------------------------ | --------- | --------------- | ---------------------- | ------------------- | ------------ |
| 1 | Великолепетиська селищна рада    | смт Велика Лепетиха | смт Велика Лепетиха                        |           |                 |                        |                     |              |
| 2 | Демидівська сільська рада        | с. Демидівка        | с. Демидівка с. Запоріжжя                  |           |                 |                        |                     |              |
| 3 | Катеринівська сільська рада      | с. Катеринівка      | с. Катеринівка с. Костянтинівка            |           |                 |                        |                     |              |
| 4 | Князе-Григорівська сільська рада | c. Князе-Григорівка | c. Князе-Григорівка с. Середнє             |           |                 |                        |                     |              |
| 5 | Малолепетиська сільська рада     | c. Мала Лепетиха    | c. Мала Лепетиха с. Дмитрівка с. Сергіївка |           |                 |                        |                     |              |
| 6 | Миколаївська сільська рада       | c. Миколаївка       | c. Миколаївка                              |           |                 |                        |                     |              |
| 7 | Рубанівська сільська рада        | c. Рубанівка        | c. Рубанівка с. Веселе                     |           |                 |                        |                     |              |

* Примітки: м. — місто, с-ще — селище, смт — селище міського типу, с. — село